# کوه سوباتسوبو

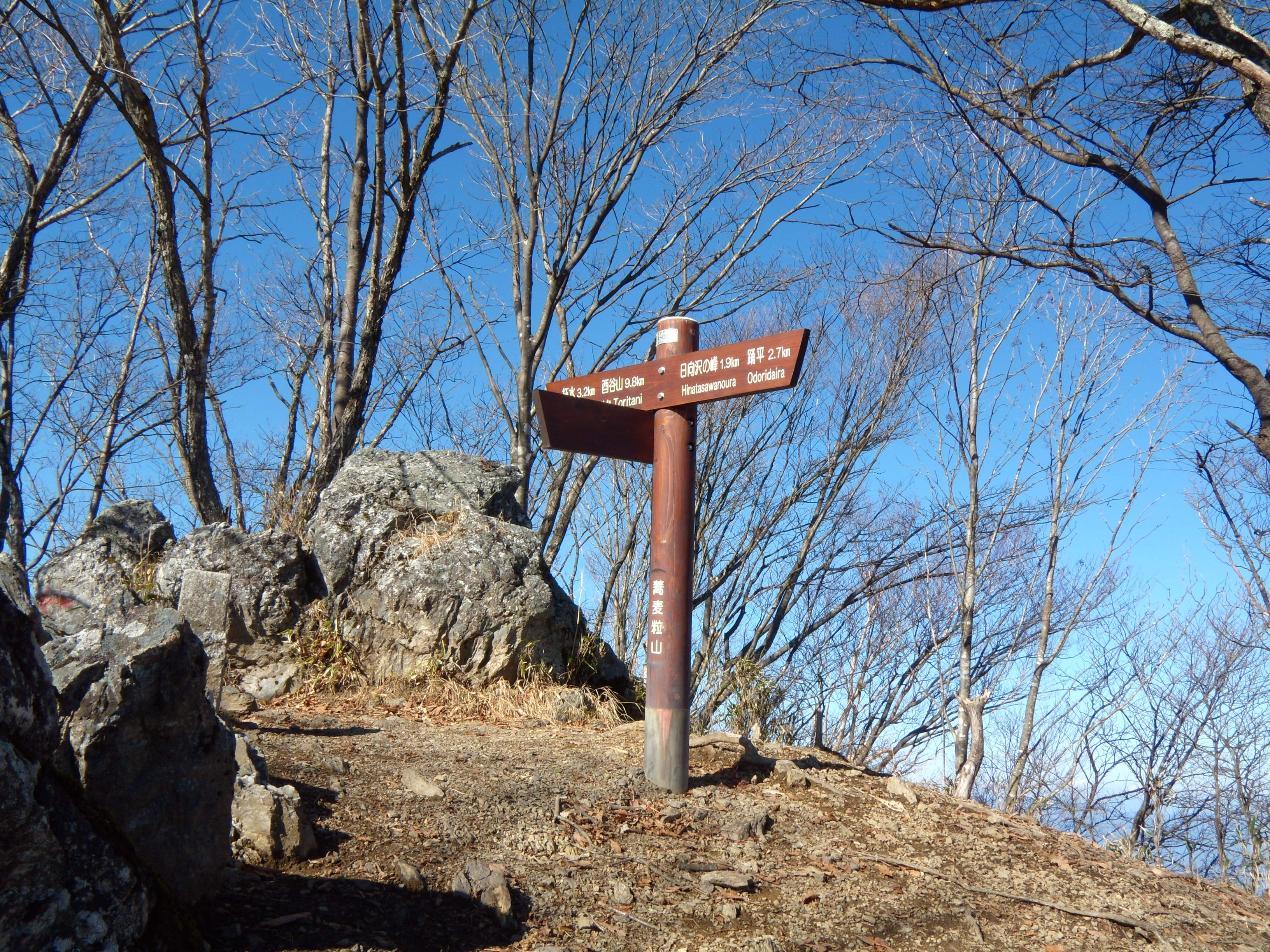
قلهٔ کوه سوباتسوبو.

کوه سُوباتسوبو (به زبان ژاپنی 蕎麦粒山) یکی از کوه‌‌های منطقه تامای توکیو در ژاپن است. این کوه ۱۴۷۲ متر ارتفاع دارد. این کوه یکی از کوه‌های اوکوتاما محسوب می‌شود. تعداد کوهنوردان در این کم است و مورد پسند کسانی قرار می‌گیرد که کوه‌های خلوت را می‌پسندند.

## دسترسی به کوه
ابتدا باید با استفاده از قطارهای جی‌آر، به آخرین ایستگاه خط اومه، ایستگاه اوکوتاما رسید. سپس از آنجا برای رسیدن به نقطه شروع مسیر در ایستگاه اتوبوس کاوانوری باشی  «川乗橋バス亭»  می‌توان از اتوبوس‌های نیشی توکیوباس (به انگلیسی: Nishi Tokyo Bus Co.,Ltd) استفاده کرد. راه بازگشت به ایستگاه اتوبوس هیگاشی نیپارا  «東日原バス亭» ختم می‌شود.  طول این مسیر ۱۵٬۵ کیلومتر است و طی کردن آن تقریباً ۷ ساعت و ۱۰ دقیقه طول می‌کشد.